# Tilly and the Dogs
Tilly and the Dogs è un cortometraggio muto del 1912 diretto da Frank Wilson.

## Trama
Le ragazze, sorvegliate da due cani, provocano una serie di problemi alla governante.

## Produzione
Il film fu prodotto dalla Hepworth.

## Distribuzione
Distribuito dalla Hepwix, il film - un cortometraggio di circa 152 metri - uscì nelle sale cinematografiche britanniche il 28 marzo 1912.